# Frank Tsadjout
Frank Cédric Tsadjout (Perugia, 28 juli 1999) is een Italiaans voetballer van Kameroense origine, die doorgaans speelt als aanvaller.

## Carrière
Tsadjout is een jeugproduct van AC Milan. Op 18 februari 2018 mocht hij tijdens de competitiewedstrijd tegen UC Sampdoria voor het eerst op de bank zitten bij het eerste elftal. In het seizoen 2018/19 maakte hij bij de beloften van Milan tien doelpunten in twintig wedstrijden.
In augustus 2019 werd Tsadjout voor één seizoen uitgeleend aan de Belgische eersteklasser Sporting Charleroi. Hij maakte op 4 oktober 2019 zijn officiële debuut voor de club in de competitiewedstrijd tegen RSC Anderlecht, waarin hij vier minuten voor tijd inviel voor Ryota Morioka. In zijn eerste seizoen sprokkelde Tsadjout slechts 54 speelminuten – weliswaar verspreid over tien competitiewedstrijden –, waarin hij eenmaal scoorde. In juli 2020 werd zijn huurcontract desondanks met een seizoen verlengd. Desondanks koos Tsadjout in september 2020, nadat hij in het seizoen 2020/21 al driemaal kort was ingevallen bij Charleroi, voor een versnelde verbreking van het huurcontract.
In september 2020 leende Milan hem een tweede keer uit, ditmaal aan de Italiaanse tweedeklasser AS Cittadella. In zijn derde officiële wedstrijd voor de club, op 4 oktober 2020 tegen Brescia Calcio, scoorde hij zijn eerste goal in de Serie B. Tsadjout scoorde dat seizoen uiteindelijk drie doelpunten voor Cittadella, dat in de finale van de promotie-playoffs slechts één doelpunt te kort kwam tegen Venezia FC. In juli 2021 werd hij voor één seizoen uitgeleend aan Pordenone Calcio.

## Clubstatistieken
| Seizoen         | Club                 | Land            | Competitie      | Competitie | Competitie | Beker | Beker | Internationaal | Internationaal | Totaal | Totaal |
| Seizoen         | Club                 | Land            | Competitie      | Wed.       | Dlp.       | Wed.  | Dlp.  | Wed.           | Dlp.           | Wed.   | Dlp.   |
| --------------- | -------------------- | --------------- | --------------- | ---------- | ---------- | ----- | ----- | -------------- | -------------- | ------ | ------ |
| 2017/18         | AC Milan             | Vlag van Italië | Serie A         | 0          | 0          | 0     | 0     | 0              | 0              | 0      | 0      |
| 2018/19         | AC Milan             | Vlag van Italië | Serie A         | 0          | 0          | 0     | 0     | 0              | 0              | 0      | 0      |
| 2019/20         | → Sporting Charleroi | Vlag van België | Eerste klasse A | 10         | 1          | 0     | 0     | —              | —              | 10     | 1      |
| 2020/21         | → Sporting Charleroi | Vlag van België | Eerste klasse A | 3          | 0          | 0     | 0     | —              | —              | 3      | 0      |
| 2020/21         | → AS Cittadella      | Vlag van Italië | Serie B         | 32         | 3          | 1     | 0     | —              | —              | 33     | 3      |
| 2021/22         | → Pordenone          | Vlag van Italië | Serie B         | 0          | 0          | 0     | 0     | —              | —              | 0      | 0      |
| Carrière totaal | Carrière totaal      | Carrière totaal | Carrière totaal | 45         | 4          | 1     | 0     | 0              | 0              | 46     | 4      |

Bijgewerkt op 26 juli 2021.